# Cantón de Divion
El cantón de Divion era una división administrativa francesa, que estaba situada en el departamento de Paso de Calais y la región de Norte-Paso de Calais.

## Composición
El cantón estaba formado por tres comunas:
- Calonne-Ricouart
- Divion
- Marles-les-Mines

## Supresión del cantón de Divion
En aplicación del Decreto nº 2014-233 de 24 de febrero de 2014, el cantón de Divion fue suprimido el 22 de marzo de 2015 y sus 3 comunas pasaron a formar parte del nuevo cantón de Auchel.